# Ингилиз
Ингилиз или Инглиз (грч. Αγχίαλος, Анхијалос) је насељено место у општини Илиџијево у периферији Средишња Македонија, Грчка. Према попису из 2021. године било је 727 становника.
Према бугарском географу и историчару, Василу Канчову, у Ингилизу је 1900. године живело 95 Словена хришћана. Током Другог балканског рата село је разрушено, а становништво избегло. Обновљено је после 1922. године када су насељене 262 грчке избегличке породице из Поморија (Анхијалос) у Бугарској. На попису из 1928. године Ингилиз је имао 805 становника.